# Dylan Bordón
Dylan Nicolás Bordón Dri (Ciudad de Corrientes, 16 de julio de 2004) es un jugador de baloncesto argentino que juega de base en el Club Baloncesto Canarias de la Liga ACB española.

## Trayectoria
Nacido en Ciudad de Corrientes, es un base formado en las categorías inferiores del Club San Martín de Corrientes con el que llegó a debutar en la temporada 2019-20. En la temporada 2021-22, disputó un total de cuatro partidos de la Liga Nacional de Básquet, en los que promedió 5,5 minutos, en ellos tuvo de media 1 punto, 1 asistencia y 0,5 rebotes.
El 18 de agosto de 2022, firmó por el Club Baloncesto Gran Canaria y fue asignado a su filial de la Liga LEB Plata. Tras tres años en los que no pudo jugar con asiduidad en el equipo ACB, en parte por una grave lesión, en agosto de 2025 dejó el club grancanario para saltar a la vecina isla de Tenerife incorporándose al C. B. Canarias también en Liga ACB.

## Selección nacional
En 2022, formó parte de la selección de baloncesto de Argentina sub-18 en el FIBA Americas de la categoría, promediando 15,2 puntos, 4,6 asistencias y 4,4 rebotes llevando a la albiceleste hasta la final y siendo elegido mejor base del torneo. Debutó en la selección mayor en julio de 2025 en un amistoso disputado ante Angola en Madrid.